# Hwasa
Đây là một tên người Triều Tiên, họ là Ahn.
Ahn Hye-jin (Hangul: 안혜진, Hanja: 安惠真, Hán-Việt: An Huệ Trân, sinh ngày 23 tháng 7 năm 1995), thường được biết đến với nghệ danh Hwasa (Hangul: 화사), là một nữ ca sĩ, rapper, nhạc sĩ kiêm vũ công người Hàn Quốc. Cô là thành viên của nhóm nhạc nữ Mamamoo do công ty RBW thành lập và quản lý.

## Tiểu sử
Ahn Hye-jin sinh ra tại Jeonju, Bắc Jeolla, Hàn Quốc, nơi cô sống với bố mẹ và hai người chị. Cô tốt nghiệp tại Wonkwang Information Arts High School.

## Danh sách đĩa nhạc
Đĩa mở rộng 
- María (2020)

## Giải thưởng và đề cử

### Chương trình âm nhạc

#### Music Bank
| Năm  | Ngày       | Bài hát | Điểm |
| ---- | ---------- | ------- | ---- |
| 2020 | 7 tháng 8  | "Maria" | 3889 |
| 2020 | 21 tháng 8 | "Maria" | 3463 |

#### Show! Music Core
| Năm  | Ngày      | Bài hát | Điểm |
| ---- | --------- | ------- | ---- |
| 2019 | 2 tháng 3 | "Twit"  | 7344 |

#### Inkigayo
| Năm  | Ngày       | Bài hát | Điểm |
| ---- | ---------- | ------- | ---- |
| 2020 | 26 tháng 7 | "Maria" | 6936 |
| 2020 | 2 tháng 8  | "Maria" | 7889 |
| 2020 | 9 tháng 8  | "Maria" | 8045 |